# CD Manipulator
CD Manipulator（シーディー マニピュレーター）は、Windows上で動作するCDリッピング・ライティングソフトウェアである。
フリーウェアであること、国産であるためすべてのUIが日本語で表示できることから大きな人気を集めた。2003年には、窓の杜大賞「金賞」受賞。
CDドライブを調べる機能やMSF計算機機能なども搭載されている。CDドライブが対応していればRAW+96モードでデータの読み書きを行える。対応メディアはCDのみでDVDには対応していない。
2004年1月のバージョン2.70をもって更新を終了した。

## 派生版
作者によるリリースは2004年1月に終了したが、ソースが開示されているため、不具合修正など派生版を作成するものもいた。

### cdm-fix
2006年6月、しーやんが修正を行ったものをcdm-fixの名称で公開し、2007年5月まで更新が行われた。
2012年10月の著作権法の改正の施行に伴い、公開を停止した。

### Disc Helper
開発者の許諾を受けたNature Tsubasa Systemが開発した韓国語対応の後継版。2005年3月に最初のVer3.0をリリースした。2006年12月に終了。